# Юлдашбаев, Билал Хамитович
Билал Хамитович Юлдашбаев (баш. Билал Хәмит улы Юлдашбаев; 2 марта 1928, аул Юрматы, Стерлитамакский кантон БАССР — 13 апреля 2001, Уфа, Башкортостан) — историк-этнополитолог. Доктор исторических наук (1974), профессор (1974). Заслуженный деятель науки БАССР (1977-86). Автор более 100 научных работ, в том числе 10 монографий.

## Биография
В июне 1941 года закончил Кинзекеевскую неполную среднюю школу. После окончания с отличием Макаровской средней школы поступил в Башкирский государственный педагогический институт им. К. А. Тимирязева (ныне Уфимский университет науки и технологий), будущий Башгосуниверситет (ныне Уфимский университет науки и технологий). В 1947 году окончил Башкирский государственный педагогический институт им. К. А. Тимирязева (ныне Уфимский университет науки и технологий). В 1947 году, в возрасте 19 лет, стал преподавать в Стерлитамакском государственном пединституте, позже стал заведующим кафедрой марксизма-ленинизма.
Затем до 1955 года работал преподавателем и заведующим кафедрой в Стерлитамакском государственном педагогическом институте.
В 1953 году в МГУ имени Ломоносова им защищена кандидатская диссертация и Юлдашбаев был приглашен в Уфу, последующие 10 лет работал старшим научным сотрудником, а затем заведующим сектором Института истории, языка и литературы Башкирского филиала АН СССР. В июне 1963 года на бюро Башобкома КПСС и на пленуме ЦК КПСС за объективное освещение истории башкирского национального движения во главе с А. З. Валиди и образования БАССР был подвергнут критике и освобожден от заведования сектором истории БФ АН СССР.
В период с 1966 по 1986 годы он преподавал в Башкирском государственном университете (ныне Уфимский университет науки и технологий). В последующие годы являлся ведущим, главным научным сотрудником УНЦ РАН.
В 1990—93 годах принял участие в разработке проекта Конституции Республики Башкортостан.
В 1996—2001 годы им был подготовлен 4-томный сборник документов «Национально-государственное устройство Башкортостана (1917—1925 гг)».

## Память
- 22 мая 2001 года его дочь Айслу Билаловна создала фонд, который объявил об учреждении ежегодной денежной премии имени Билала Хамитовича Юлдашбаева и проведении в 2001 году открытого конкурса на лучшую студенческую работу по отечественной истории XX века.
- 21 марта 2008 года в здании Государственного Собрания — Курултая Республики Башкортостан состоялась Межрегиональная научно-практическая конференция «Национализм и национально-государственное устройство России: история и современная практика», посвященная 80-летию со дня рождения выдающегося ученого-историка Билала Юлдашбаева.